# 2040
Het jaar 2040 is een jaartal volgens de christelijke jaartelling.

## Gebeurtenissen
- 11 mei: zonsverduistering over Australië, Nieuw-Zeeland en Antarctica.
- 4 november: zonsverduistering over Noord- en Midden-Amerika.